# Axiocerses jacksoni
Axiocerses jacksoni är en fjärilsart som beskrevs av Henry Stempffer 1948. Axiocerses jacksoni ingår i släktet Axiocerses och familjen juvelvingar. Inga underarter finns listade i Catalogue of Life.